# ГЕС Шавань
ГЕС Шавань (沙湾水电站) — гідроелектростанція у центральній частині Китаю в провінції Сичуань. Знаходячись між ГЕС Tóngjiēzi (вище по течії) та ГЕС Ангу, входить до складу каскаду на річці Дадухе, правій притоці Міньцзян (великий лівий доплив Янцзи).
У межах проєкту річку перекрили комбінованою греблею висотою до 43 метрів та довжиною 700 метрів, яка включає бетонну гравітаційну ділянку та прилягаючу до неї ліворуч насипну секцію із бетонним облицюванням. Вона утримує водосховище з об'ємом 45,5 млн м3 та нормальним рівнем поверхні на позначці 432 метри НРМ (під час повені рівень може зростати до 432,6 метра НРМ, а об'єм — до 48,7 млн м3).
Інтегрований у греблю машинний зал обладнали чотирма турбінами типу Каплан потужністю по 120 МВт, які використовують напір у 25 метрів та забезпечують виробництво 2407 млн кВт·год електроенергії на рік.
Відпрацьована вода прямує по прокладеному паралельно річищу річки відвідному каналу довжиною 9 км, котрий дозволив збільшити доступний станції напір.